# Provincia de García Rovira (Santander)
García Rovira es una de las provincias del departamento de Santander, integrante del mismo desde 1886, cuando los antiguos estados soberanos fueron convertidos en departamentos y sus divisiones internas, denominadas provincias. La Provincia de García Rovira está situada al oriente del departamento, tiene una extensión de 3.134 km, es una de las regiones de mayor crecimiento en el oriente de Colombia; así  como una de las provincias más aisladas del departamento debido a la falta de pavimentación de la vía que de Bucaramga conduce a su capital el municipio de Málaga. Su desarrollo sostenido de la economía se basa en la agricultura, la agroindustria, el comercio, el turismo y los servicios.
Los municipios que conforman esta provincia son:
Capitanejo, Carcasí, Cepitá, Cerrito, Concepción, Enciso, Guaca, Macaravita, Málaga, Molagavita, San Andrés, San José de Miranda y San Miguel.

## Geografía

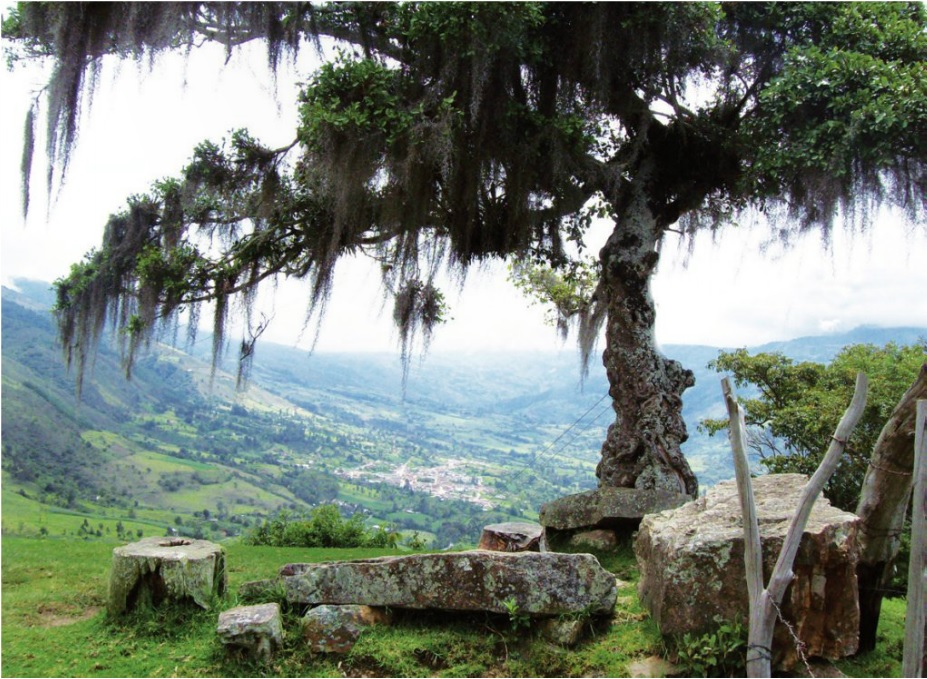
Mirador al municipio de Guaca.

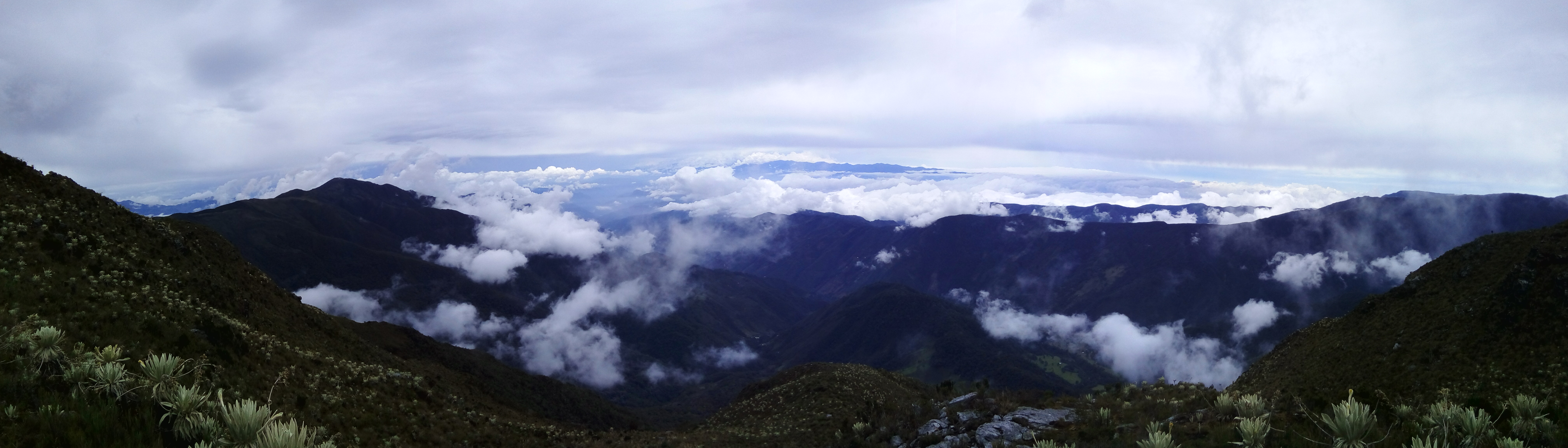
Vista del páramo de Santurban entre Santa Bárbara y en Santander.

Sirven de límite a la provincia los páramos encontrados en los municipios de Cerrito, Concepción, Carcasí, San Miguel y Macaravita. Avanzando hacia el sur por la línea divisoria que limita al este con el departamento de Boyacá; algunos de las principales poblaciones que están al otro lado de la línea son: Campo Hermoso, Cubará, Chiscas, El Espino, Guacamayas y San Mateo, encontrando que el territorio es más despoblado al lado de Boyacá que de Santander, incluyendo los indígenas Tunebos de la etnia Uwa, que habitan a uno y otro lado del límite.
Hacia el sur, el lindero es el río Nevado, que desciende de la Sierra Nevada del Cocuy para convertirse en afluente del río Chicamocha en medianía con los municipios de Tipacoque y Covarachía (Boyacá), para continuar aguas abajo por el cañón del Chicamocha que sirve de límite con la Provincia de Guanentá.
Al oeste limita con el valle del río Umpalá y con el municipio de Piedecuesta, en la provincia de Soto. Allí, desde el punto denominado La Ceba, el límite se adentra en la subregión por el municipio de Santa Bárbara, donde se inicia parte de la zona de páramos. La delimitación del cinturón de páramos se puede definir en la curva de nivel como la 3.200 m s. n. m., o simplemente se observa el momento en que se acaban las áreas del bosque altoandino y empieza a aparecer una vegetación de naturaleza enana y rala a nivel del suelo. Terrenos planos o superficies inclinadas y sitios colinados constituyen las características de relieve más notorias.
En la provincia de García Rovira estos páramos presentan una forma caprichosa que permite enmarcarlos dentro de figuras alargadas en el sentido de sur a norte en la cordillera Oriental; pero que en ocasiones, como la del Alto de Málaga se encuentran alternando con colinas y valles, conformadas por grandes fracturas y subcuencas como las de los ríos Umpalá, Guaca y Servita, desde donde se intercalan las zonas de vida de los bosques andinos o altoandinos de los sectores ubicados en jurisdicción de municipios como Santa Bárbara, Guaca y Cerrito.
La formación de este cinturón continuo del ecosistema, transforma a la provincia de García Rovira en un corredor natural que va desde límites del municipio de Santa Bárbara con el de Silos (Norte de Santander), hasta los páramos que posee el municipio de Macaravita, en límites con el departamento de Boyacá. Este cinturón de páramos es compartido por buena parte por los municipios de García Rovira, entre ellos: Guaca, San Andrés, Cerrito, Concepción, Carcasí y San Miguel.
Como característica general del sector, se anota el relieve quebrado a fuertemente quebrado y escarpado, en las zonas que preceden al bosque andino o bosque de niebla. En García Rovira este sector era una de las grandes zonas de páramo que se encontraba en absoluto estado de conservación, pero producto de la expansión de la frontera agrícola, de la presión por la tenencia de tierras y de la necesidad de suelos con buena configuración para la producción, la zona fue cediendo paulatinamente hasta ser ocupada, afectando sus ecosistemas y lo único que se ha logrado es establecer una economía de pancoger, sin la producción de mayores excedentes para comercializar con los territorios vecinos.
Estaba habitada por los grupos étnicos Laches y Chitareros, los cuales mantuvieron un profundo sentimiento de pertenencia hacia esta región. Su capital Málaga, fundada el 10 de marzo de 1531, es el principal centro de acopio y comercialización de esta región. Es conocida por ser una ciudad estudiantil y por sus tradicionales ferias y fiestas de San Jerónimo de Estridón.
La provincia tiene una temperatura que oscila entre los 6 y los 27 grados centígrados, mostrando un ambiente variado de tierras cálidas, frías, páramos, montañas y bosques. En su economía se destaca la actividad agrícola. En las artesanías destacan: cestería, alpargatería, sombreros de ramo, vasijas de barro y tejidos.

## Economía
Las actividades económicas de la provincia se enmarcan dentro de un importante desarrollo agrícola, más a nivel campesino que comercial, un mediano sector ganadero, una agroindustria e industria artesanal y una variedad  de comercio y los servicios en los principales municipios.
En la provincia, los productos agrícolas comercializables son los frutales con un 33.43%, las hortalizas con un 29.37%, la papa con un 37,3%, el fríjol tradicional con un 3,57%, el tomate tecnificado con un 19,37 y el tabaco con un 13.06%; ofertándose en los mercados locales de cada municipio, satisfaciendo la demanda existente y dejándole al productor una muy mínima rentabilidad.

## Agricultura
El tabaco rubio se produce principalmente en los municipios de Capitanejo, Enciso, San Miguel, San José de Miranda, Málaga, Molagavita. El tabaco negro, tipo García, tiene hojas grandes, anchas y gruesas y se cultiva esencialmente en el departamento de Santander, la provincia de García Rovira es pionera  en los municipios de Capitanejo, Enciso, San Miguel, San José de Miranda, Málaga, Molagavita,
Cultivos anuales limpios y transitorios. Corresponden a las especies con ciclo vegetativo no mayor de un año. Incluye arroz, maíz, papa, cebolla, hortalizas, y legumbres y asociaciones de estos cultivos. En cultivos transitorios la papa, el fríjol arbustivo y el maíz amarillo tradicional son los más representativos de la provincia; algunos productos no tradicionales como el ajo, la arveja, la cebolla junca, la cebolla cabezona blanca y roja y la zanahoria apenas se mantienen; en tanto que cultivos de importancia histórica como el trigo tradicional y la cebada, prácticamente han desaparecido.
En los cultivos transitorios se observa el peso de la papa en municipios como Guaca, Cerrito, Carcasí, Concepción y San Andrés.

### Cultivos permanentes y semipermanentes
Los cultivos semipermanentes incluyen especies con ciclo vegetativo entre 1 y 5 años: caña panelera, tabaco, piña, guayaba, banano, plátano, fique, fríjol y asociados con pasto y rastrojo bajo, los cultivos permanentes agrupan especies con ciclo vegetativo mayor de 5 años y comprende el cacao, café, frutales como el durazno, palma africana. Los cultivos que mantienen una estructura estable en la provincia, son entre otros: caña panelera, mora, fique, curuba y café tradicional que continúan siendo los más representativos, en tanto que el café tecnificado tiende a expandirse especialmente en San Andrés, y algunos frutales de posible impacto no logran posicionarse como el mango, la chirimoya y la misma piña.
Dentro de los permanentes y semipermanentes, es la caña panelera la que se impone , un producto cultivado en Enciso, Macaravita, Molagavita, San Andrés, San José de Miranda y San Miguel, con igual rendimiento en estos municipios.

## Ganadería
Los municipios de Concepción, San Andrés y Carcasí son los más significativos, arrojando un 47% del existente. Contando con suficientes hectáreas de pasto para la alimentación del ganado siendo el 55.84% del total de hectáreas (total hectáreas 68.105).